# Mason Jennings
Mason Jennings (* 1975 in Honolulu, Hawaii) ist ein US-amerikanischer Singer-Songwriter. Der in Minnesota residierende Liedermacher Jennings ist vor allem in den USA bekannt für seine einfachen und eindringlichen Melodien, intimen Texte sowie politischen und literarischen Themen, die er mit seiner dunklen Tenorstimme vorträgt. Seine Lieder finden sich in dem Surffilm „Shelter“. Jennings ist verheiratet mit Amy Turany Jennings und hat einen Sohn August (* Januar 2003).

## Biografie
Geboren in Hawaii zog Jennings mit seiner Familie in jungen Jahren nach Pittsburgh, Pennsylvania. Im Alter von 13 Jahren lernte er Gitarre spielen und begann seine ersten eigenen Stücke zu schreiben.
Nach dem Schulabbruch bereiste er die USA und landete schließlich in Minneapolis, um dort seiner musikalischen Karriere nachzugehen.
1997 produzierte er sein selbst-betiteltes Debütwerk auf einem 4-Spur-Aufnahmegerät im Keller seiner angemieteten Bleibe und spielte alle Instrumente selbst ein.
Mit dem Schlagzeuger Chris Stock und dem Bassisten Robert Skoro begann Jennings im Oktober 1998 unter dem Namen „The Mason Jennings Band“ in der „400 Bar“ in Minneapolis wöchentlich aufzutreten.
Das wachsende lokale Medienecho und die immer zahlreicher werdenden Fans veranlassten die Band nun USAweit zu touren. Mit dem Austausch von Stock durch den Jazz-Schlagzeuger Edgar Olivera und gelegentlichen Gastauftritten des Saxophonisten Chris Thompson konnte das Soundspektrum weiter vertieft werden.
Das 2000er Album Birds Flying Away offenbart Jennings Hang zu politischem Aktivismus und seine Neigung für Erzählungen über ländliche Charaktere. Nach der Veröffentlichung des Albums übernahm Noah Levy die Dienste am Schlagzeug.
2002 veröffentlichte Jennings das Studioalbum Century Spring und eine Sammlung akustischer Raritäten Simple Life. Eine EP zum Album Century Spring umfasste neben dem Eingangsstück des Albums Living In The Moment zwei weitere Live-Stücke sowie das bisher unveröffentlichte Lied Emperor Ashoka. Neben den neuen Alben veröffentlichte Jennings seine bisherigen Platten auf seinem eigenen Label „Architect Records“.
2003 wurden Skoro und Levy durch den Bassisten Chris Morrissey („Bill Mike Band“) und den Schlagzeuger Brian Mcleod ersetzt.
Am 10. Februar 2004 veröffentlichte Jennings das Album Use Your Voice, welches u. a. die Lieder Keepin' It Real und The Ballad of Paul and Sheila, ein Trauerlied für den Minnesota Senator Paul Wellstone beinhaltete. Keepin' It Real wurde angeblich auf Wunsch der Produzenten des Filmes Shrek 2 geschrieben. Am 30. September 2004 veröffentlichte die Band eine DVD mit dem Namen Use Your Van, eine Dokumentation der Aufnahmen zu Use Your Voice und der anschließenden Promotion-Tour. Die DVD wurde von Andy Grund gefilmt.
Am 17. Juni 2005 veröffentlichte die größte Zeitung Minnesotas, „The Star Tribune“, die Meldung, dass Jennings beim Major Label „Glacial Pace“ (zugehörig zu Sonys „Epic Records“) unterschrieben hat. Angeblich überzeugte „Modest Mouse“ Frontmann Isaak Brock (Gründer von „Glacial Pace“) Jennings, nachdem „The Mason Jennings Band“ 2004 mehrere Konzerte für „Modest Mouse“ eröffnet hatte. Jennings hatte lange die großen Musikkonzerne gemieden, um dem eigenen Verlangen nach künstlerischer Freiheit gerecht zu werden.
Am 16. Mai 2006 veröffentlichte Jennings das Album Boneclouds für das Label „Glacial Pace“.
Das Album wurde im „Pachyderm Studio“ in Cannon Falls, Minnesota mit dem Produzenten Noah Georgeson aufgenommen. Vor den Aufnahmen verließ der Schlagzeuger Mcleod die Band, um bei der aus Minneapolis stammenden Hip-Hop-Band „Atmosphere“ einzusteigen. David King, Schlagzeuger der Band „The Bad Plus“, sprang für die Aufnahmen ein.
Im Oktober 2006 erschien die EP If You Need A Reason mit den Stücken If You Need A Reason, Sacred Place, Fighter Girl, Boneclouds und To You.

## Diskografie
- 1997: Mason Jennings
- 2000: Birds Flying Away
- 2002: Living in the Moment EP
- 2002: Century Spring
- 2002: Simple Life
- 2004: Use Your Voice
- 2004: Use Your Van DVD
- 2006: Boneclouds
- 2006: If You Need a Reason EP
- 2008: In the Ever
- 2009: Blood of Man
- 2010: The Flood
- 2013: Always Been

## Mitglieder der Mason Jennings Band
The Mason Jennings Band begann im Oktober 1998 zu spielen.

### Aktuelle Mitglieder
- Mason Jennings – Gesang, Gitarre
- David King – Schlagzeug
- Chris Morrissey – Bassgitarre

### Ehemalige Mitglieder
- Brian Mcleod – Schlagzeug (2003–2005)
- Noah Levy – Schlagzeug (2000–2003)
- Robert Skoro – Bass (1998–2003)
- Edgar Olivera – Schlagzeug (1999–2000)
- Chris Stock – Schlagzeug (1998–1999)